# فالح
فالح، روستایی در دهستان دنباله‌رود جنوبی بخش قارون شهرستان دزپارت در استان خوزستان ایران است.

## جمعیت
بر پایه سرشماری عمومی نفوس و مسکن در سال ۱۳۹۵، جمعیت این روستا برابر با ۴۳۲ نفر (۱۰۴ خانوار) بوده‌است.